# Division de Purnia
Purnia est division territoriale  de l'État du Bihar en Inde. Sa capitale est la ville de Purnia.

## Districts
- Araria,
- Katihar,
- Kishanganj,
- Purnia